# قائمة الأمراض النادرة في العالم
يوجد في العالم حوالي 7000 مرض نادر لا يعاني منه أكثر من 7% من سكان العالم.

## الانتشار
ووفقا لمنظمة الصحة العالمية هناك 700 مرض نادر يؤثر على 7 % من السكان.

## قائمة الامراض النادرة
- مرض الجمدة كاتابليكسيا
- مرض مورغيلونس
- مرض بروجيريا
- مرض التحسس من المياه
- مرض التحدث بلغات اخرى
- مرض الضحك المميت
- مرض تحول المفاصل إلى عظام
- متلازمة أليس في بلاد العجائب
- مرض البورفيريا
- متلازمة بيكا
- متلازمة موبيوس
- ((الاورام شبه السرطانية)) ديزمويد تيومورز
- الرنح (ataxia)

## وصلات خارجية
- مصدر التعديل الأول للمقالة بتاريخ 19/7/2011
- قائمة الامراض النادرة بتاريخ 19/7/2011
- List from Health on the Net Foundation, available in several languages
- NIH's Genetic and Rare Diseases Information Center نسخة محفوظة 16 ديسمبر 2008 على موقع واي باك مشين.
- Database of rare diseases at Orphanet
- Information from the European Organization for Rare Diseases (EURORDIS)
- Global Genes Project Global Genes Project for rare disease
- Health-EU Portal Rare Diseases in the EU
- Orphan Diseasome Rare/Orphan Disease Networks